# Titanic (stripblad)
Titanic (voorheen Titanic stripmagazine) was een Nederlands stripblad dat maandelijks verscheen. Het tijdschrift was voornamelijk gericht op volwassenen.

## Geschiedenis
In 1982 zou er een stripblad genaamd Titanic komen met onder meer tekenaars zoals Martin Lodewijk, Dick Matena en Daan Jippes. Zij stapten er echter uit, waarna het tijdschrift pas in de zomer van 1984 voor het eerst verscheen. De redactie bestond aanvankelijk uit Peter de Smet, Renée van Breukelen en  Frits van der Heide. Titanic werd aanvankelijk uitgegeven door Comic Design, maar vanaf eind 1984 werd Dendros de nieuwe uitgeverij. De redactie werd ook vervangen door Peter de Raaf en Hans van den Boom. Later kwam Pieter van Oudheusden daar nog bij. Het aantal pagina's daalde aanvankelijk ook van 84 naar 68, wat later nogmaals daalde naar 48.
Naast strips bevatte het tijdschrift ook informatie over de tekenaars die in het blad verschenen. De rubriek Titanic Journal behandelde de actualiteit, de rubriek Tandpastrologie bevatte filosofische stukken van Jan van Erp. Het tijdschrift bevatte ook kritische stukken van Martijn Daalder en columns. In de latere jaren bevatte het tijdschrift ook een rubriek genaamd De toestand dat nieuws met betrekking tot strips, films en muziek bevatte. Daarnaast verschenen er ook cartoons van Jos Collignon en Peter van Straaten. Zoals bij andere stripbladen uit die tijd waren de verkoopcijfers niet zo goed waarna Titanic uiteindelijk in januari 1989 werd stopgezet. Er verschenen vijftig uitgaves.

## Tekenaars
Er verscheen aanvankelijk werk van Nederlandse tekenaars, maar ook veel werk van buitenlandse tekenaars. Zo publiceerden de Nederlanders Gerrit de Jager, Peter de Smet, Hanco Kolk en Peter de Wit in het blad en buitenlandse tekenaars waaronder Alex Toth, Alex Varenne, Floc'h, Hermann en Tanino Liberatore. Later kwamen daar nog Nederlanders bij, zoals Dick Matena, Fred Marschall, Willem Vleeschouwer, Jan Vervoort en Bart van Erkel. Intussen verscheen er nog werk van andere buitenlandse striptekenaars waaronder Ted Benoît, André Juillard, Jordi Bernet, Greg Lawson, Yves Chaland, Manfred Sommer en René Pétillon. De meeste buitenlandse tekenaars zijn Frans of Spaans.

## De toestand
De toestand was een Nederlands stripblad. Het is vernoemd naar de rubriek in Titanic waar het een doorstart van was. Enkele strips uit Titanic werden tevens ook verdergezet, maar De toestand legde meer nadruk op de artikelen dan de strips ten opzichte van Titanic. Er verscheen een nulnummer in 1989 en elf uitgaves van 1990 tot 1991.

## Collectie
Dendros gaf van 1986 tot 1988 een aantal strips uit het blad uit in albumvorm. Deze verschenen in de stripcollectie Titanic.